# Revolta Berbere
A Grande Revolta Berbere de 739/740–743 (122–125 A.H. no calendário muçulmano) aconteceu durante o reinado do califa omíada Hixame (r. 724–743) e marcou a primeira secessão bem-sucedida do califado árabe (governado de Damasco). Inflamada pelos pregadores puritanos carijitas, a revolta berbere contra os seus governantes árabes omíadas começou em Tânger em 740, e foi liderada, inicialmente, por Maiçara. A revolta logo se espalhou por todo o resto do Magrebe (o norte da África) e cruzou o estreito ao Alandalus.